# Anastasio Sinaíta
San Anastasio Sinaíta o Anastasio del Sinaí fue uno de los grandes ascetas del siglo VII. Su obra floreció en el Monte Sinaí y tuvo una gran repercusión en el ámbito de Bizancio. Es uno de los últimos escritores orientales a quienes se reconoce el título de Padre de la Iglesia, por su labor apologética de testimonio y defensa de la fe cristiana. Es conocido en la Iglesia ortodoxa, especialmente entre los griegos, como el Nuevo Moisés.

## Infancia y juventud
Se dice nacido en Siria, aunque este dato no es seguro. Durante su juventud vivió una vida de gran piedad. Cuando alcanzó la primera madurez, Anastasio abandonó el mundo y entró en el Monasterio de Santa Catalina sobre el Monte Sinaí, donde San Juan de la Escala (o San Juan Clímaco del Sinaí) era entonces el abad. Allí, se enriqueció con el ejemplo de muchos monjes santos y fue ordenado sacerdote.
Dotado de una gran humildad, San Anastasio escribió las vidas de varios padres santos, así como otros libros considerados espiritualmente instructivos.

## Abad y apologeta
Después de San Juan Clímaco y de su hermano Jorge, San Anastasio fue elegido abad del Sinaí. Se mostró entusiasta en su oposición a la herejía del monotelismo, la negación de la existencia de una voluntad humana en Jesucristo, así como del monofisismo y de las enseñanzas de los eutiquianos). 
Para ello, no dudó en abandonar su retiro cenobítico y viajar a Siria, Palestina, Egipto y Arabia para desarraigar la herejía y reforzar la doctrina de la iglesia oficial. En este marco, se le sitúa en Alejandría hacia el año 640 y cuarenta años después, entre los años 678-689, en tiempos del patriarca monofisita Juan III. El Concilio de Constantinopla III, en el año 680-681, pocos años antes de su muerte, pondría fin a esta herejía.

## Muerte
Después de una larga vida de servicio a Dios, San Anastasio murió en torno al año 690. Él y otros ascetas del Monte Sinaí son conmemorados en el llamado Miércoles Brillante, en la «Sinaxis de los Padres Monásticos del Sinaí», una fiesta ortodoxa.

## Enseñanzas
San Anastasio fue uno de los primeros en defender las enseñanzas del ángel de la guarda. Expuso que Dios otorga a cada cristiano un ángel para que lo cuide y lo proteja en todas las situaciones de su vida. Sin embargo, podemos alejar de nosotros a nuestro ángel de la guarda a causa de nuestros pecados, del mismo modo que las abejas huyen a causa del humo. Mientras los demonios trabajan para privarnos de la gracia de Dios, los ángeles santos nos guían para hacer el bien.

## Obras
Se le atribuyen varios escritos, pero todavía se discute si le pertenecen a uno o varios autores. Aparte de su obra dogmática y apologética contra las herejías (Hodegos o Guía del Verdadero Camino), escribió una pequeña historia de éstas y de los sínodos eclesiásticos, un texto exegético (el Hexamerón), un comentario bíblico de la creación, varias homilías y un volumen de preguntas y de respuestas sobre cuestiones predominantemente morales (Libro de las Ciento Cincuenta y Cuatro Cuestiones).
Entre sus homilías más conocidas se encuentra el Sermón sobre la Santa Sinaxis (o, también, De la Sinaxis Cristiana) donde resume la doctrina sobre la Eucaristía y exhorta a los cristianos a comulgar dignamente.